# Fritz Höger
Johann Friedrich (Fritz) Höger (12. června 1877 Elmshorn – 21. června 1949 Bad Segeberg) byl německý architekt z Bekenreihe v severním Německu. Byl jedním z prvních zástupců stylu klinkerového expresionismu.

## Život

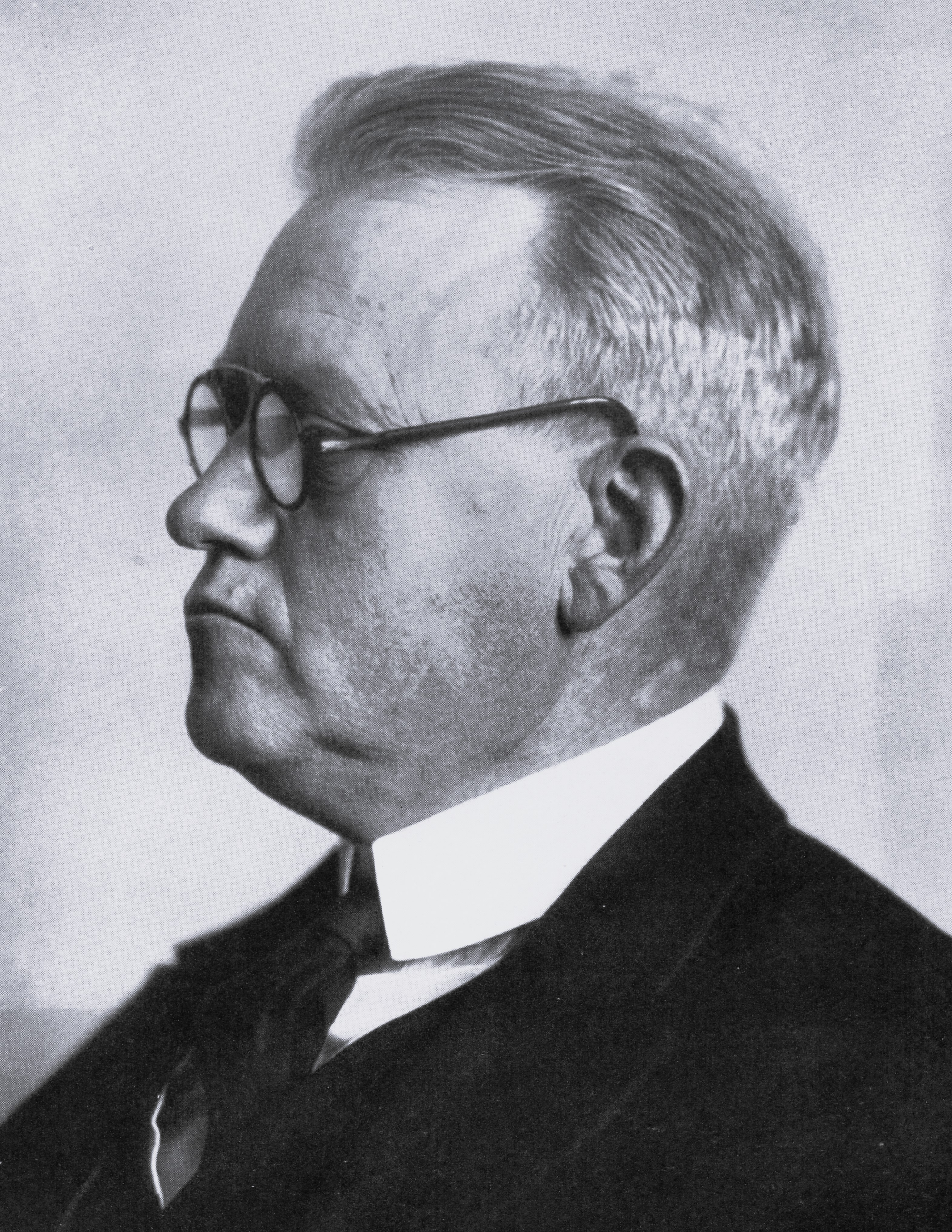
Fritz Höger

Höger byl nejstarší ze šesti sourozenců v rodině, která provozovala malý truhlářský podnik. Ve věku 14 let se Höger začal učit jako truhlář v Elmshornu a poté odešel do Hamburku, kde učení v roce 1899 dokončil. Poté nastoupil do architektonické firmy Lundt a Kallmorgen v Hamburku, kde pracoval jako projektant. Po čtyřletém působení zde se Höger připojil ke společnosti svého budoucího tchána Fritze Oldenburga a v roce 1905 se oženil s Fritzovou dcerou Annie. Höger otevřel svou vlastní architektonickou kancelář v roce 1907, ale kvůli nedostatku vysokoškolského vzdělání nebyl přijat do Asociace německých architektů. Bez ohledu na to obdržel mnoho zakázek na soukromé domy v okolí Hamburku.
V první světové válce, od roku 1914 do roku 1918, byl Höger ve vojenské službě ve Flandrech a ve Francii. Během druhé světové války sympatizoval s nacionálním socialismem a v roce 1932 vstoupil do strany NSDAP. Jeho expresionistický styl však neodpovídal Hitlerovu vkusu. Protože Höger nenásledoval preferovaný klasicistní mramorový styl nacistické architektury, nemohl získat pozici státního architekta.
V roce 1940 se Höger rozvedl s manželkou. Po roce 1945 se již nevrátil ke svým dřívějším úspěchům, chyběly mu především větší veřejné zakázky. V roce 1946 se přestěhoval zpět do svého rodiště, kde se v roce 1946 oženil s Gertrude-Ilse Tilsen. 21. června 1949 zemřel v Bad Segebergu.

## Dílo
Höger se proslavil především použitím cihel ve stylu tzv. klinkerového expresionismu. Svůj architektonický styl založil na používání zejména slínkových cihel (v němčině Klinker), které jsou odolnější a mrazuvzdorné díky vyšší teplotě, na kterou jsou vypalovány.
Jeho nejznámější prací je Chilehaus v Hamburku, který byl postaven v letech 1922–1924 pro dovozce chilského ledku Henryho B. Slomana. Ostré nároží fasády na rohu ulic Niedernstrasse a Pumpen připomíná příď lodi. Inspirací pro tento tvar ovšem zřejmě nebylo povolání investora (Sloman dovážel ledek lodí), ale spíše snaha o maximální využití parcely.
Höger postavil v letech 1927–1928 několik dalších budov, z nichž k nejvýraznějším patří výšková budova vydavatelství Anzeiger (budova Gazette), která obsahovala planetárium (po první světové válce v kupoli vznikl biograf). 51 metrů vysoká budova byla prvním mrakodrapem v Hannoveru a jedním z prvních mrakodrapů v celém Německu. Jako jedna z mála výškových budov ve městě přečkala bombardování za druhé světové války. Původně měděná plátovaná kupole je dnes pokryta zelenou patinou.
Mezi další Högerovy práce snad patří kostel na Hohenzollernplatz v Berlíně (1928), i když jeho autorství je přisuzováno spíše architektu Ossipu Klarweinovi, který působil v Högerově ateliéru (a jehož návrhy byly někdy prezentovány pod Högerovým jménem).
V roce 1941 navrhl Höger budovu policejního prezidia v Ústí nad Labem. Tento návrh však nebyl nikdy realizován.

## Galerie

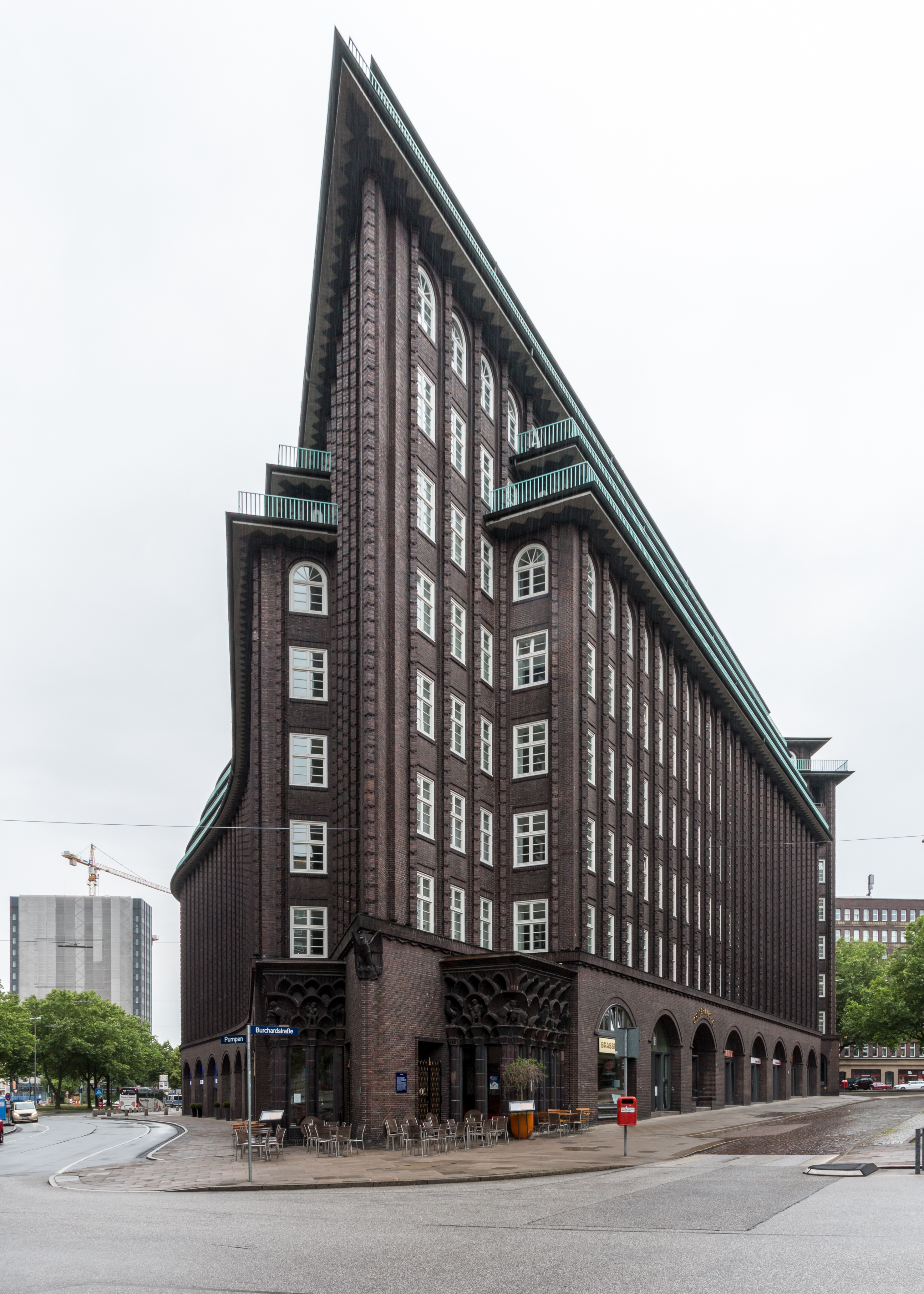
Chilehaus v Hamburku
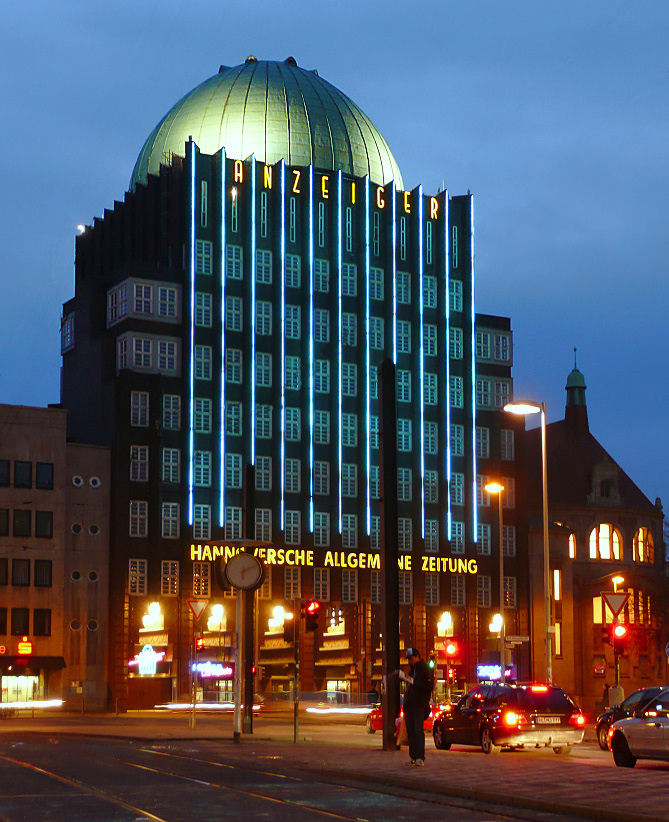
Mrakodrap Anzeiger v Hannoveru
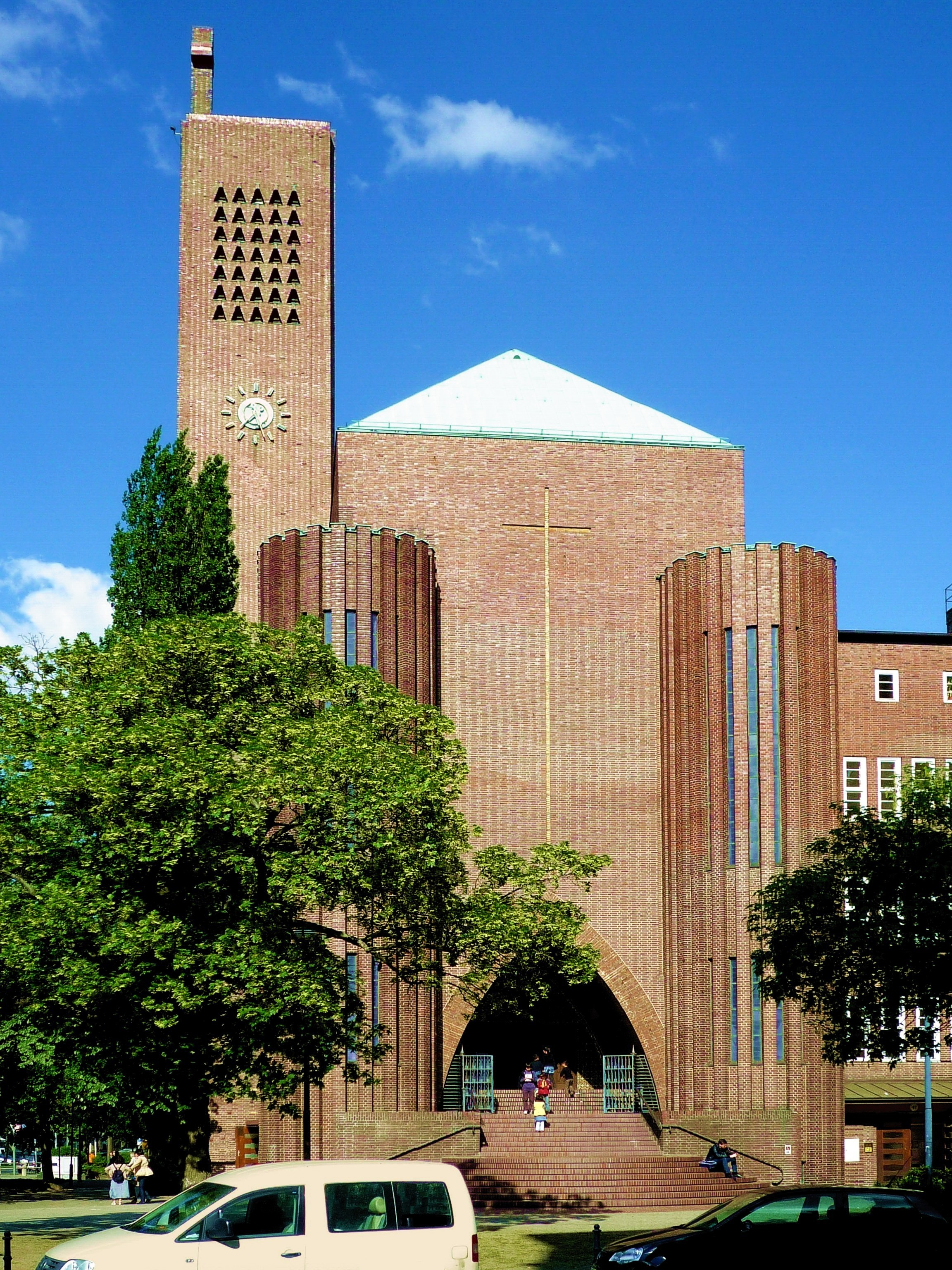
Kostel na Hohenzollernplatz v Berlíně
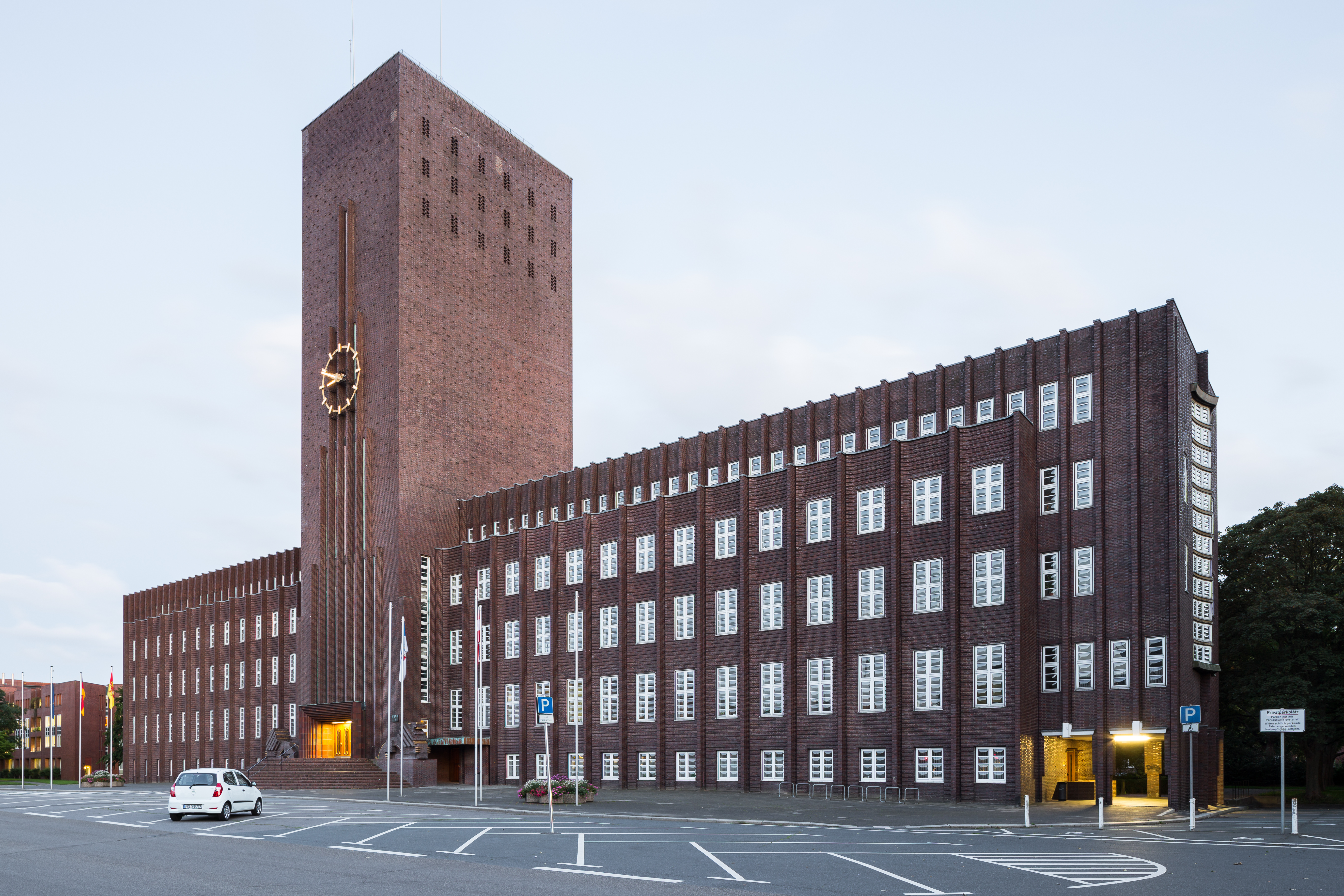
Radnice Wilhelmshaven